# Seyferthova–Gilbertova homologace
Seyferthova–Gilbertova homologace je reakce arylového ketonu 1 (nebo aldehydu) s dimethyl(diazomethyl)fosfonátem 2 a terc-butoxidem draselným za vzniku substituovaného alkynu 3.
Dimethyl(diazomethyl)fosfonáty 2 bývají občas nazývány Seyferthova–Gilbertova činidla.
Tato reakce patří mezi homologace, protože její produkt obsahuje o jeden atom uhlíku více než původní reaktant.

## Mechanismus
Deprotonací Seyferthova–Gilbertova činidla A vzniká anion B, který reaguje s ketonem za tvorby oxafosfetanu D. Eliminací dimethylfosfátu E se vytvoří vinyldiazo meziprodukt s rezonančními strukturami Fa a Fb. Po vzniku plynného dusíku vznikne vinylkarben G, jenž se 1,2-přesmykem změní na alkyn H.

## Bestmannova varianta
Dimethyl(diazomethylfosfonátový karboanion lze získat reakcí dimethyl-1-diazo-2-oxopropylfosfonátu, také nazývaného Ohirovo-Bestmannovo činidlo) s methanolem a uhličitanem draselným (sloužícím jako zásada), při kterém dojde k odštěpení acetylové skupiny v podobě methylacetátu. Reakcemi Bestmannova činidla s aldehydy vznikají koncové alkyny, často s velmi vysokými výtěžnostmi, v méně krocích než v Coreyově–Fuchsově reakci.
Použití uhličitanu draselného umožňuje zapojit do této reakce širší rozmezí funkčních skupin.

## Upravenáin situpříprava Ohirova-Bestmannova činidla

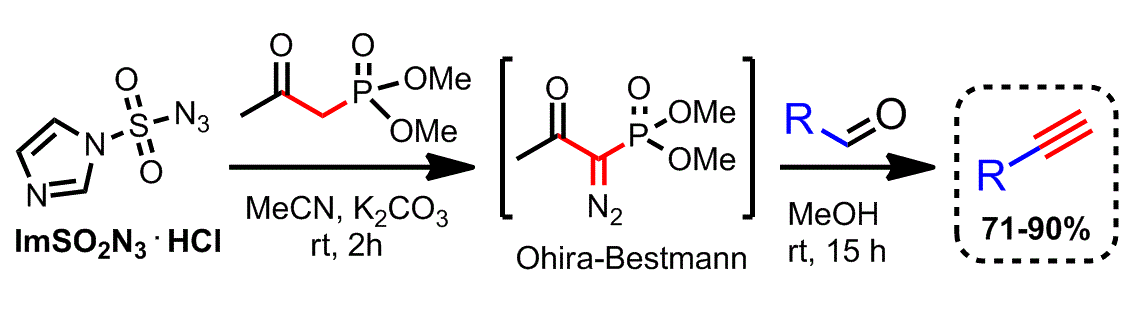
Bezpečná příprava alkynů z aldehydů

Byl vyvinut bezpečnější a lépe laditelný postup přípravy alkynů z aldehydů. Jeho výhodami jsou použití stabilního sulfonylazidu, místo tosylazidu, k získání Ohirova−Bestmannova činidla.

## Ostatní obměny
U méně reaktivních aldehydů lze uhličitan draselný nahradit uhličitanem cesným a methanolem, čímž se výrazně navýší výtěžnost.